# Interstate 90
Interstate 90 (I-90) é uma rodovia transcontinental leste-oeste e a mais longa autoestrada interestadual dos Estados Unidos, com 4.862 km (3.021 milhas). De oeste a leste a rodovia passa por: Washington, Idaho, Montana, Wyoming, Dakota do Sul, Minnesota, Wisconsin, Illinois, Indiana, Ohio, Pensilvânia, Nova Iorque e Massachusetts. Ela começa em Seattle, Washington, e passa pelo noroeste do Pacífico, oeste das montanhas, grandes planícies, centro-oeste e nordeste, terminando em Boston, Massachusetts. A rodovia atende a 13 estados e tem 15 rotas auxiliares, principalmente em grandes cidades como Chicago, Cleveland, Buffalo e Rochester.
A I-90 começa na Washington State Route 519, em Seattle, e atravessa a Cordilheira das Cascatas, em Washington, e as Montanhas Rochosas, em Montana. Em seguida, atravessa o norte das Grandes Planícies e viaja para o sudeste por Wisconsin e pela área de Chicago, seguindo a margem sul do Lago Michigan. A rodovia continua por Indiana e segue a margem do Lago Erie por Ohio e Pensilvânia até Buffalo. A I-90 atravessa Nova Iorque seguindo aproximadamente o histórico Canal Erie e atravessa Massachusetts, chegando ao seu terminal leste na Massachusetts Route 1A, perto do Aeroporto Internacional Logan, em Boston.
A rodovia foi criada pelo Federal-Aid Highway Act of 1956, substituindo uma série de rodovias americanas existentes que haviam sido precedidas por estradas locais e trilhas automotivas estabelecidas no início do século XX. A I-90 foi numerada em 1957, refletindo seu status como a rota transcontinental mais ao norte do sistema, e a construção estava em andamento em várias seções com financiamento da Federal-Aid Highway Act.
A rota também incorpora várias estradas com pedágio anteriores ao Sistema de Rodovias Interestaduais, incluindo a Jane Addams Memorial Tollway, a Indiana Toll Road, a Ohio Turnpike, a New York State Thruway e a Massachusetts Turnpike. Essas estradas com pedágio foram inauguradas na década de 1950 e seguidas por seções sem pedágio na Pensilvânia e em Wisconsin, concluídas na década de 1960. As seções do centro-oeste da I-90 foram totalmente concluídas em 1978, e a maior parte da rota entre Seattle e Dakota do Sul foi inaugurada em 1987. A seção final, perto do terminal oeste em Seattle, foi inaugurada em setembro de 1993; uma extensão leste em Boston foi concluída em 2003 como parte do projeto Big Dig.

## Descrição da rota

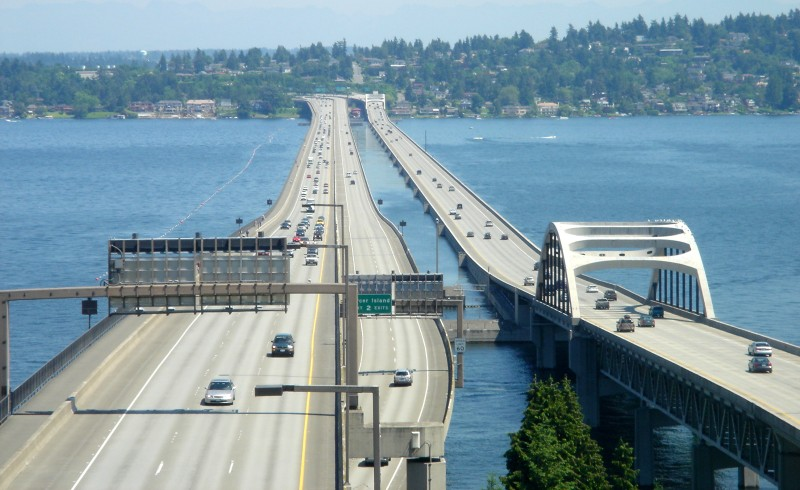
Interestatal 90 cruzando o Lago Washington

|       | km       | mi       |
| ----- | -------- | -------- |
| WA    | 477.85   | 296.92   |
| ID    | 118.37   | 73.55    |
| MT    | 887.84   | 551.68   |
| WY    | 336.03   | 208.80   |
| SD    | 664.27   | 412.76   |
| MN    | 443.70   | 275.70   |
| WI    | 301.16   | 187.13   |
| IL    | 199.38   | 123.89   |
| IN    | 251.51   | 156.28   |
| OH    | 393.89   | 244.75   |
| PA    | 74.67    | 46.40    |
| NY    | 620.37   | 385.48   |
| MA    | 218.42   | 135.72   |
| Total | 4,860.93 | 3,020.44 |